# 一橋大学イノベーション研究センター
一橋大学イノベーション研究センター（ひとつばしだいがくイノベーションけんきゅうセンター）は、東京都国立市中にある国立大学法人一橋大学大学院経営管理研究科の附置研究施設。同大学西キャンパス内に置かれ、イノベーションの社会的プロセスの研究を目的としている。Institute of Innovation Researchの頭文字を取って、略称はIIR。

## 沿革

### 履歴
第二次世界大戦中の1944年に、高瀬荘太郎学長と増地庸治郎教授の立案により設立され、経済研究所の支援を行っていた東京商科大学奨学財団の助成を新たに受けることとなった。東京大空襲で増地教授が死去したため、その後実際の運営は増地ゼミ出身の古川栄一教授や藻利重隆教授によって担われた。戦後、1949年に文部省により「一橋大学商学部附属産業経営研究施設」として官制化されたのち、拡充により経営研究部門、経営機械化研究部門、企業規模研究部門、公企業・公益事業経営研究部門の4部門制となり、1964年にはその後の発展の基礎を築く今井賢一が助教授として着任した。今井の誘いで1982年に着任した野中郁次郎らにより、1997年、「一橋大学イノベーション研究センター」に改組された。

### 年譜
戦前の旧制東京商科大学時代より前身組織が設置されており、改称、官制化、改組を経て現在の組織となっている。
- 1944年11月 - 東京商科大学に産業経営の理論的・実証的研究を行う学内機関として設置（発足当時名称なし）。
- 1945年5月 - 東京商科大学産業能率研究所に名称決定。
- 1949年5月 - 一橋大学産業経営研究所に改称。
- 1953年3月 - 機関誌『ビジネス レビュー』を発刊。
- 1957年4月 - 一橋大学商学部附属産業経営研究施設[2]として官制化。
- 1997年4月 - 一橋大学イノベーション研究センターとして学内協同教育研究施設へ改組。
- 2000年9月 - 新機関誌『一橋ビジネスレビュー』（編集：一橋大学イノベーション研究センター、発行：東洋経済新報社）を発刊。
- 2012年4月 - 商学研究科の附属施設となる。

## 現名称になった経緯
米倉誠一郎教授による話として、「産業経営研究施設」から「イノベーション研究センター」へ改組するべく野中郁次郎教授（当時、現・一橋大学名誉教授）と共に文部省（現・文部科学省）へ陳情に行ったところ、相手の課長補佐がカタカナの“イノベーション”を名称に使うことに難色を示し、「漢字の“技術革新”へ置き換えたらどうか？」と提案してきた経緯がある。そこで、野中と米倉が「イノベーションとは技術革新に限らない幅広い定義である」という考えを文部省側に説明した上で、最終的には現名称となった。

## 構成員
氏名、職位、専門分野の順に記す。

### 専任教員
- 青島矢一 - 教授／新製品開発組織論、技術マネジメント
- 江藤学 - 特任教授／産業技術政策
- 軽部大 - センター長・教授／競争戦略論、技術マネジメント
- 中島賢太郎 - 教授／空間経済学、応用ミクロ実証
- カンビョンウ - 准教授／技術経営、科学技術イノベーション政策
- 吉岡 (小林) 徹 - 准教授／知的財産マネジメント、研究マネジメント
- パドロン＝エルナンデス イバ - 専任講師／国際ビジネス、戦略マネジメント、組織論

### 兼任研究員
- 岡室博之 - 一橋大学大学院経済学研究科教授
- 福川裕徳 - 一橋大学大学院経営管理研究科教授
- 仮屋広郷 - 一橋大学大学院法学研究科教授
- 植杉威一郎 - 一橋大学経済研究所教授
- 西野史子 - 一橋大学大学院社会学研究科准教授